# 李調元 (嘉靖進士)
李調元（1492年—？年），字化卿，河南汝宁府光州息縣人，明朝政治人物。

## 生平
治《春秋》，正德十一年（1516年）河南鄉試第四十六名舉人，嘉靖二年（1523年）癸未科會試第二百九十二名，第三甲第九十八名進士。任嘉善县知县，父喪丁忧。服阕，补滑县，擢升户部主事，典浙江、湖广乡试、乙丑会试，称得人，奉命辽东、宣大犒边，称旨。又督德州粮储，卒于京师。

## 家族
曾祖李仲良。祖父李洪，监生。父李瑶，壽官。母强氏。具庆下。
行一，弟調羹、調護。